# Crocoxilon
Crocoxilon é um género botânico pertencente à família Celastraceae.